# AppStream
AppStream — угода між найбільшими виробниками дистрибутивів Linux, та спільний проєкт, в рамках якого розвивається єдиний прикладний програмний інтерфейс, формат для обміну мета-даними та інтерфейс для універсального управління установкою програм в різних дистрибутивах Linux.  Проєкт розвивається на нейтральній майданчику спільноти FreeDesktop за участю представників дистрибутивів Fedora, Ubuntu, Debian, openSUSE і Mageia. 
AppStream є клієнт-серверною системою, що визначає загальні способи забезпечення збору інформації про пакунки і складається з чотирьох базових частин: клієнта, дзеркала мета-даних, сервера-компонувальника та сервера для забезпечення соціальної активності (обговорення, голосування).  Замість формування супер-пакунків, які можна встановити в будь-якому дистрибутиві, планується сформувати узагальнений індекс мета-даних, що посилається на різні репозиторії і джерела пакунків.  Мета-дані будуть зберігатися на окремому сервері, котрий накопичуватиме інформацію про доступні пакунки, типи доступних репозиторіїв і місцях фактичного розміщення пакунків. Сервер-компонувальник займається витяганням інформації про пакунки з .desktop-файлів, які формуються творцями дистрибутивів для кожного пакунка, і формуванням результатних XML-індексів ("appdata.xml").  Безпосереднє встановлення програм буде здійснюватися за посередництва системи PackageKit, яка буде залучати штатні засоби кожного з дистрибутивів (YUM, APT, conary, box, alpm, smart, pisi, zypp тощо).  Підтримка ведення рейтингу пакунків та організації їхнього обговорення буде реалізована через задіяння зовнішніх OCS-серверів (Open Collaboration Services).
Перший компонент проєкту AppStream, AppStream-Core 0.1, представлений розробниками у жовтні 2012. AppStream-Core надає засоби для роботи з базою даних з інформацією про пакунки, доступ до якої організований через API на базі GObject.  Зазначений API позиціонується для спрощення створення універсальних центрів установки застосунків і каталогів програм, здатних працювати в різних дистрибутивах. AppStream-Core планується задіяти в Ubuntu Software Center і GNOME Software.

## Виноски
1. ↑  AppStream-Core 0.1 released!. Архів оригіналу за 8 жовтня 2012. Процитовано 4 жовтня 2012.
2. ↑  Первый выпуск AppStream-Core, части универсальной платформы для установки приложений. Архів оригіналу за 22 жовтня 2012. Процитовано 4 жовтня 2012.